# فینال‌های ان‌بی‌ای ۲۰۱۱
فینال‌های ان‌بی‌ای ۲۰۱۱ (انگلیسی: 2011 NBA Finals)، سری قهرمانی لیگ بسکتبال حرفه‌ای آمریکا (ان‌بی‌ای) در فصل ۱۱–۲۰۱۰ بود که پایان‌بخش بازی‌های حذفی آن فصل محسوب می‌شد. این سری بازی که تکرار فینال سال ۲۰۰۶ بود، بین دالاس ماوریکس (قهرمان کنفرانس غرب) و میامی هیت (قهرمان کنفرانس شرق) برگزار شد و با قهرمانی دالاس به پایان رسید. این رقابت‌ها از ۳۱ مه تا ۱۲ ژوئن ادامه داشت.